# Girolamo di Corregio
Girolamo di Corregio (Correggio, Fevereiro de 1511 - Roma, 9 de outubro de 1572) foi um cardeal do século XVII

## Biografia
Nasceu em Correggio em Fevereiro de 1511. Filho de Giberto X di Correggio e Verônica Gambara. Conde do Sacro Império Romano. Sobrinho do Cardeal Uberto Gambara (1539). Ele também está listado como Austriacus di Corregio. Foi batizado na Igreja de S. Quirino em 17 de fevereiro de 1511 e seu padrinho foi o Cavaliere Francesco Munario da Correggio, famoso jurisconsulto e Podestà de Mântua. Ele tinha duas irmãs mais velhas, Costanza e Ginevra; e um irmão mais velho, Ippolito, que ingressou no exército.
Educação inicial com Ippolito Merli; depois, em 1528, foi enviado para Bolonha, colocado sob a direção de seu tio e estudou com Lodovico Rossi e Vincenzo Ercolano; estudou filosofia, artes militares e jurisprudência civil e canônica na Universidade de Bolonha, onde obteve o doutorado..
Recebeu as quatro ordens menores em 1537 ou 1539 no palácio de sua família do bispo de Scutari, Antonio Beccari, OP. Em 1540, ingressou na prelatura romana sob a proteção de seu tio, o cardeal. Ele recebeu a Abadia de Campagnola de seu tio. Núncio extraordinário na França para expressar as condolências do papa ao rei Francisco I pela morte prematura de seu filho, o duque de Orleáns, 1540. Núncio extraordinário perante o imperador, 1546. Teve um filho natural com Paola Piloja, Alessandro (1550-1591) , legitimado por bula papal em 1553 e por diploma imperial em 1571. Entrou na corte do cardeal Alessandro Farnese. Ministro plenipotenciário do duque de Parma no Congresso de Gand, 1551. Enviado à corte espanhola para tratar com o rei Felipe II a restituição de Piacenza a Ottavio Farnese, duque de Parma; devido ao seu sucesso, o duque deu-lhe os castelos de Medsano e Correggio, que mais tarde defendeu valentemente contra o duque de Ferrara..
Criado cardeal diácono no consistório de 26 de fevereiro de 1561. Promovido à ordem dos cardeais sacerdotes, em 2 de junho de 1561. Recebeu o barrete vermelho e o título de S. Giovanni a Porta Latina, em 3 de junho de 1561. Optou pelo título de S. Stefano al Monte Celio, 5 de maio de 1562. Participou do conclave de 1565-1566, que elegeu o Papa Pio V. Optou pelo título de S. Martino ai Monti, 14 de maio de 1568..
Eleito arcebispo de Taranto em 13 de maio de 1569. Consagrado em 22 de janeiro de 1570, na Capela Sistina, em Roma, pelo cardeal Otto Truchsess, bispo de Albano e de Augsburgo, auxiliado por Antonio Helius, patriarca titular de Jerusalém, e por Marcantonio Maffei , arcebispo de Chieti. Seu vigário era Simon Giaccarello. Optou pelo título de S. Prisca, em 9 de junho de 1570. Optou pelo título de S. Anastasia, em 3 de julho de 1570. Celebrou um sínodo arquidiocesano. Participou do conclave de 1572, que elegeu o Papa Gregório XIII. Legado extraordinário em Ancona para fortalecer a defesa marítima contra a ameaça turca, 1572..
Morreu em Roma 9 de outubro de 1572. Sepultado na igreja de S. Silvestro nel Quirinale, Roma..